# Brinsley Schwarz
Brinsley Schwarz waren eine britische Pub-Rock-Band, die Ende der 1960er aus der Pop-Band Kippington Lodge entstand. Sie gehörten zu den ersten Vertretern des Pub Rock. Die Gruppe löste sich 1975 auf.

## Bandgeschichte

### Kippington Lodge
Nick Lowe (Bass, Gitarre, Gesang) und Brinsley Schwarz (* 25. März 1947, Woodbridge, Suffolk, England; Gitarre, Piano, Gesang) spielten bereits während ihrer Schulzeit gemeinsam in Bands. Nach dem Schulabschluss gründete Schwarz eine neue Band, die sich ab 1967 Kippington Lodge nannte. Neben Schwarz gehörten Pete Whale (Schlagzeug), Dave Cottam (Bass) und Barry Landerman (Keyboard, Gesang) dazu. In dieser Besetzung nahmen sie zwei Singles auf, die von Mark Wirtz produziert wurden, jedoch ohne kommerziellen Erfolg blieben.
Nach einigen Umbesetzungen bestand Kippington Lodge schließlich aus Brinsley Schwarz, Nick Lowe, Bob Andrews (Keyboard, Bass, Gesang; † 2025) und Billy Rankins (Schlagzeug). Auch die nächsten drei Singles brachten nicht den erhofften Durchbruch, doch konnten sie sich als Begleitband im Marquee Club durchschlagen.
Sie begannen, ihren Stil zu ändern. Statt glattem Pop spielten sie Folk-Rock mit psychedelischem Einfluss. Ab 1969 nannten sie sich nach dem Bandgründer „Brinsley Schwarz“, während sie gleichzeitig weiterhin als Kippington Lodge auftraten.

### Brinsley Schwarz
Brinsley Schwarz bekamen einen Vertrag mit Manager Dave Robinson, der eine besondere Werbeaktion plante. Sie sollten am 3. und 4. April 1970 als Vorgruppe von Van Morrison und  Quicksilver Messenger Service im New Yorker Fillmore East auftreten. Dazu wurde ein Flugzeug voller britischer Musikjournalisten nach New York gebracht. Durch eine Verkettung unglücklicher Umstände (sowohl die Band als auch die Journalisten kamen später als geplant in New York an) wurde der Auftritt ein Misserfolg. Das wenig später erschienene Debütalbum Brinsley Schwarz erhielt überwiegend negative Kritiken.
Das zweite Album Despite It All kam Ende 1970 heraus. Es war stark von der Band Eggs over Easy beeinflusst, die als Vorreiter des Pub Rock gilt. 1971 kam Gitarrist Ian Gomm zu Brinsley Schwarz, und das dritte Album Silver Pistol wurde veröffentlicht. Im gleichen Jahr spielten sie beim zweiten Glastonbury Festival, und ihr Stück Love Song erschien auf dem Album Glastonbury Fayre. Im Februar 1972 traten sie mit Hawkwind und Man bei der Greasy Truckers Party im Londoner Roundhouse auf, zu hören auf einem Live-Doppelalbum.
Brinsley Schwarz hatten mittlerweile einen guten Ruf als Live-Band. Ihr viertes Album Nervous on the Road (1972) erhielt positive Kritiken. Die Band ging mit Paul McCartney auf seine erste Tour mit den Wings und spielte mit Frankie Miller dessen erstes Album Once in a Blue Moon ein. Das fünfte Album Please Don't Ever Change (1973) war weniger erfolgreich. 
In dieser Zeit hatten Brinsley Schwarz vielbeachtete Auftritte in der Fernsehshow The Old Grey Whistle Test und John Peels Radioshow. 1974 produzierte Dave Edmunds das sechste Album der Band, The New Favourites of Brinsley Schwarz. Sie gingen auch mit Edmunds auf Tour und sind auf dessen Album Subtle as a Flying Mallet zu hören.
Brinsley Schwarz veröffentlichten auch Singles unter anderen Namen, etwa „The Hitters“, „The Knees“, „Limelight“ und „The Brinsleys“, jedoch ohne den gewünschten Hit landen zu können. 1975 löste sich die Band auf.
Am 24. November 2023 erschien auf dem Cherry Record Label mit Thinking Back: The Anthology 1970 - 1975 ein 7 CD umfassendes Klappbox-Set, das alle sechs Originalalben sowie das 1975 aufgenommene, aber erst 1988 veröffentlichte Album »It's All Over Now« enthält.

## Diskografie

### Studioalben
- Brinsley Schwarz (April 1970)
- Despite It All (Dezember 1970)
- Silver Pistol (Februar 1972)
- Nervous on the Road (September 1972)
- Please Don't Ever Change (Oktober 1973)
- The New Favourites of Brinsley Schwarz (Juli 1974)
- It's All Over Now (1988) – vom Markt genommen und eingestampft, nur wenige Kopien existieren noch. Aufgenommen 1974 in den Rockfield Studios.
- Rarities (Juli 2000)

### Kompilationen
- Original Golden Greats (1974) – mit 2 Live- und 2 Studioaufnahmen, die nicht auf anderen Alben zu finden sind (LP)
- 15 Thoughts of Brinsley Schwarz (1978) (LP)
- Surrender to the Rhythm (1991) (CD)
- Hen's Teeth (Singles) (1998)
- What Is So Funny About Peace Love & Understanding? (BBC-Aufnahmen) (2001)
- Cruel to Be Kind (BBC-Aufnahmen) (2004)

### Alben mit anderen Gruppen und Interpreten
- Glastonbury Fayre (April 1972)
- Greasy Truckers Party (April 1972)

### Als Begleitband
- Ernie Graham (1971)
- Once in a Blue Moon (1973)
- Subtle as a Flying Mallet (1975) – nur die Live-Aufnahmen